# Genitori in blue jeans
Genitori in blue jeans (Growing Pains) è una sitcom statunitense prodotta tra il 1985 e il 1992. La serie è stata trasmessa in prima visione negli Stati Uniti da ABC. Le prime tre stagioni in Italia sono state trasmesse da Italia 1 a partire dal 28 dicembre 1989.

## Storia
Lo psichiatra Jason e la moglie giornalista Maggie, hanno tre scatenati figli: Mike, Carol e Ben, ai quali – dalla quarta stagione – si aggiungerà la piccola Chrissy, formando la famiglia Seaver. Si aggiungerà poi un ragazzino povero e socialmente problematico, di nome Luke (un giovanissimo Leonardo DiCaprio), che verrà adottato dalla famiglia.
Tra problemi di tutti i giorni e divertenti battute, la serie si dipana in 166 episodi.
Altri attori comparvero nella serie a inizio carriera: tra loro Brad Pitt, Jennie Garth, Hilary Swank e Heather Graham. In un episodio compare come fidanzato di Carol uno sconosciuto Matthew Perry, divenuto in seguito famoso per il ruolo di Chandler Bing in Friends.
Merito del successo della serie è anche quello della sigla, As long as we got each other, cantata da B. J. Thomas e Jennifer Warnes. Nel 1988 dalla serie fu tratto anche uno spin-off intitolato Dieci sono pochi, che raccontava le vicende del coach Graham T. Lubbock e dei suoi otto figli, ma la sitcom ebbe breve durata chiudendo i battenti nel 1990. Dal 2005 negli Stati Uniti la serie è disponibile in DVD.

## Personaggi e interpreti
- Dr. Jason Seaver, interpretato da Alan Thicke, doppiato da Gianni Giuliano.
- Margaret "Maggie" Malone Seaver, interpretata da Joanna Kerns, doppiata da Serena Spaziani.
- Mike Seaver, interpretato da Kirk Cameron, doppiato da Fabrizio Manfredi.
- Carol Seaver, interpretata da Tracey Gold, doppiata da Rossella Acerbo.
- Ben Seaver, interpretato da Jeremy Miller, doppiato da Alessandro Tiberi (st. 1-5) e da Corrado Conforti (st. 6-7).
- Chrissy Seaver, interpretata da Kelsey e Kristen Dohring (st. 5) e da Ashley Johnson (st. 6-7), doppiata da Domitilla D'Amico.
- Luke Brower, interpretato da Leonardo DiCaprio, doppiato da Francesco Pezzulli.

## Episodi
| Stagione         | Episodi | Prima TV USA | Prima TV Italia |
| ---------------- | ------- | ------------ | --------------- |
| Prima stagione   | 22      | 1985-1986    | 1989-1990       |
| Seconda stagione | 22      | 1986-1987    | 1990            |
| Terza stagione   | 26      | 1987-1988    | 1990            |
| Quarta stagione  | 22      | 1988-1989    | 1990            |
| Quinta stagione  | 26      | 1989-1990    | 1990            |
| Sesta stagione   | 24      | 1990-1991    | 1991-1992       |
| Settima stagione | 24      | 1991-1992    | 1993            |

## Film legati alla serie
Dalla serie TV sono stati tratti due film per la televisione. Il primo, intitolato semplicemente Genitori in blue jeans - Il film, è del 2000. Il secondo, intitolato Genitori in blue jeans - Il ritorno dei Seaver, è del 2004.

## Premi e riconoscimenti
Premio Emmy
- 1986 - Candidatura allo Straordinario successo nei testi e nella musica alla colonna sonora "As Long As We Got Each Other"
- 1986 - Straordinaria direzione delle luci in una serie televisiva a George Spiro Dibie (direttore della fotografia) per l'episodio 2x16 "My Brother, Myself"
- 1988 -  Candidatura allo Straordinario successo nei testi e nella musica alla colonna sonora "Swept Away"
- 1991 - Straordinaria direzione delle luci in una serie televisiva comica a George Spiro Dibie per l'episodio "Happy Halloween" (episodi 6x07-6x08)

Golden Globe
- 1988 - Candidatura alla Migliore performance di un attore in una serie televisiva Comedy/Musical a Alan Thicke
- 1988 - Candidatura alla Migliore performance di un attore in una serie miniserie o film per la televisione a Kirk Cameron
- 1989 - Candidatura alla Migliore performance di un attore in una serie miniserie o film per la televisione a Kirk Cameron

Young Artist Awards
- 1985 - Miglior giovane attore protagonista in una nuova serie televisiva a Kirk Cameron
- 1985 - Candidatura al Miglior giovane attrice protagonista in una nuova attrice protagonista a Tracey Gold
- 1985 - Miglior giovane attore non protagonista in una nuova serie televisiva a Jeremy Miller
- 1986 - Performance eccezionale di un giovane attore protagonista in una serie televisiva drammatica o comica a Kirk Cameron
- 1986 - Candidatura alla Performance eccezionale di un attore in una serie televisiva longeva drammatica o comica a Jeremy Miller
- 1986 - Performance di una giovane attrice/attore partecipante in una serie televisiva drammatica o comica a April Lerman
- 1989 - Candidatura alla Miglior serie televisiva per famiglie
- 1990 - Candidatura al Miglior attore protagonista in una serie televisiva a Jeremy Miller
- 1990 - Candidatura al Miglior attore partecipante in una serie televisiva a Kenny Morrison
- 1991 - Candidatura alla Performance eccezionale di una giovane attrice sotto i nove anni a Ashley Johnson
- 1992 - Candidatura al Miglior attore co-protagonista in una serie televisiva a Leonardo DiCaprio
- 1992 - Candidatura alla Performance eccezionale di una giovane attrice sotto i dieci anni a Ashley Johnson
- 1993 - Candidatura alla Straordinaria attrice sotto i dieci anni in una serie televisiva a Ashley Johnson

Nickelodeon Kids' Choice Award
- 1988 - Candidatura all'Attore televisivo preferito a Kirk Cameron
- 1988 - Candidatura alla Serie TV preferita
- 1989 - Candidatura alla Serie TV preferita
- 1989 - Candidatura all'Attore televisivo preferito a Kirk Cameron
- 1989 - Candidatura all'Attrice televisiva preferita a Tracey Gold
- 1990 - Attore televisivo preferito a Kirk Cameron